# Shahrestān-e Āshtīān
Shahrestān-e Āshtīān (persiska: شَهرِستانِ آشتيان, آشتيان) är en delprovins (shahrestan) i Iran.   Det ligger i provinsen Markazi, i den centrala delen av landet, 190 km sydväst om huvudstaden Teheran.
Delprovinsen hade 16 357 invånare 2016.